# Mwabilayi Ntumba
Mwabilayi Ntumba (29 giugno 1966) è un'ex cestista della Repubblica Democratica del Congo.

## Carriera
Con lo Zaire ha disputato i Campionati mondiali del 1990.